# Ivan Durdov
Ivan Durdov (Spalato, 17 luglio 2000) è un calciatore croato, attaccante dell'Olimpia Lubiana.

## Carriera
Il 20 gennaio 2022 viene acquistato dall'Orijent; il 14 luglio seguente passa al Domžale, con cui si lega fino al 2025. Dopo una buona prima parte di stagione con il club sloveno, il 14 gennaio 2023 viene ceduto all'Ostenda, firmando un triennale con il club belga. Dopo la retrocessione dei Kustboys, il 17 agosto 2023 passa in prestito al Mirandés.
Il 15 febbraio 2024 viene acquistato dall'Olimpia Lubiana, con cui firma un biennale.

## Statistiche

### Presenze e reti nei club
Statistiche aggiornate al 24 maggio 2025.
| Stagione               | Squadra                | Campionato             | Campionato | Campionato | Coppe nazionali | Coppe nazionali | Coppe nazionali | Coppe continentali | Coppe continentali | Coppe continentali | Altre coppe | Altre coppe | Altre coppe | Totale | Totale |
| Stagione               | Squadra                | Comp                   | Pres       | Reti       | Comp            | Pres            | Reti            | Comp               | Pres               | Reti               | Comp        | Pres        | Reti        | Pres   | Reti   |
| ---------------------- | ---------------------- | ---------------------- | ---------- | ---------- | --------------- | --------------- | --------------- | ------------------ | ------------------ | ------------------ | ----------- | ----------- | ----------- | ------ | ------ |
| 2017-2018              | Osijek II              | 3.HNL                  | 9          | 2          | -               | -               | -               | -                  | -                  | -                  | -           | -           | -           | 9      | 2      |
| 2018-2019              | Osijek II              | 2.HNL                  | 16         | 1          | -               | -               | -               | -                  | -                  | -                  | -           | -           | -           | 16     | 1      |
| 2019-2020              | Osijek II              | 2.HNL                  | 11         | 1          | -               | -               | -               | -                  | -                  | -                  | -           | -           | -           | 11     | 1      |
| Totale Osijek II       | Totale Osijek II       | Totale Osijek II       | 36         | 4          |                 | -               | -               |                    | -                  | -                  |             | -           | -           | 36     | 4      |
| 2020-gen. 2021         | Solin                  | 2.HNL                  | 17         | 5          | -               | -               | -               | -                  | -                  | -                  | -           | -           | -           | 17     | 5      |
| gen.-giu. 2021         | Rudeš                  | 2.HNL                  | 17         | 2          | CC              | -               | -               | -                  | -                  | -                  | -           | -           | -           | 17     | 2      |
| 2021-gen. 2022         | Solin                  | 2.HNL                  | 15         | 5          | -               | -               | -               | -                  | -                  | -                  | -           | -           | -           | 15     | 5      |
| Totale Solin           | Totale Solin           | Totale Solin           | 32         | 10         |                 | -               | -               |                    | -                  | -                  |             | -           | -           | 32     | 10     |
| gen.-giu. 2022         | Orijent                | 2.HNL                  | 15         | 8          | CC              | -               | -               | -                  | -                  | -                  | -           | -           | -           | 15     | 8      |
| 2022-gen. 2023         | Domžale                | 1.SNL                  | 17         | 7          | CS              | 2               | 2               | -                  | -                  | -                  | -           | -           | -           | 19     | 9      |
| gen.-giu. 2023         | Ostenda                | PL                     | 8          | 0          | CB              | -               | -               | -                  | -                  | -                  | -           | -           | -           | 8      | 0      |
| 2023-feb. 2024         | Mirandés               | SD                     | 20         | 1          | CR              | 2               | 1               | -                  | -                  | -                  | -           | -           | -           | 22     | 2      |
| feb.-giu. 2024         | Olimpia Lubiana        | 1.SNL                  | 16         | 4          | CS              | 1               | 0               | UCL+UEL+UECL       | -                  | -                  | -           | -           | -           | 17     | 4      |
| 2024-2025              | Olimpia Lubiana        | 1.SNL                  | 27         | 5          | CS              | 4               | 1               | UCoL               | 13                 | 2                  | -           | -           | -           | 44     | 8      |
| Totale Olimpia Lubiana | Totale Olimpia Lubiana | Totale Olimpia Lubiana | 43         | 9          |                 | 5               | 1               |                    | 13                 | 2                  |             | -           | -           | 61     | 12     |
| Totale carriera        | Totale carriera        | Totale carriera        | 188        | 41         |                 | 9               | 4               |                    | 13                 | 2                  |             | -           | -           | 210    | 47     |

## Palmarès

### Club

#### Competizioni nazionali
- Campionato sloveno: 1

Olimpia Lubiana: 2024-2025
- Treća HNL: 1

Osijek II: 2017-2018 (girone Est)